# Niklas Tarvajärvi
Niklas Henrikki Tarvajärvi (ur. 13 marca 1983 w Tuusuli) – fiński piłkarz występujący na pozycji napastnika. Zawodnik klubu Karlsruher SC.

## Kariera klubowa
Tarvajärvi zawodową karierę rozpoczynał w 2002 roku w klubie FC Jokerit z Ykkönen. W tym samym roku awansował z zespołem do Veikkausliigi. W tych rozgrywkach zadebiutował 15 maja 2003 roku w zremisowanym 1:1 meczu z HJK Helsinki. W Jokerit spędził 2 lata. W sumie zagrał tam w 39 ligowych spotkań i strzelił 11 goli. W 2004 roku odszedł do Myllykosken Pallo -47, z którym w 2004 roku zdobył Puchar Finlandii. W MyPa występował przez 1,5 roku.
W sierpniu 2005 Tarvajärvi podpisał kontrakt z holenderskim SC Heerenveen. W Eredivisie zadebiutował 18 września 2005 roku w przegranym 1:5 pojedynku z Feyenoordem. 2 października 2005 roku w przegranym 2:3 spotkaniu z PSV Eindhoven strzelił pierwszego gola w Eredivisie. Sezon 2007/2008 spędził na wypożyczeniu w De Graafschap. W następnym sezonie przebywał na wypożyczeniu w SBV Vitesse, w którym grał do stycznia 2009 roku. Potem powrócił do Heerenveen, jednak nie zagrał tam już w żadnym meczu.
W lutym 2009 roku Tarvajärvi odszedł do szwajcarskiego Neuchâtel Xamax. Pierwszy mecz w szwajcarskiej ekstraklasie zaliczył 14 lutego 2009 roku przeciwko FC Aarau (0:0). W Neuchâtel spędził pół roku. Latem 2009 roku podpisał kontrakt z niemieckim klubem Karlsruher SC występującym w 2. Bundeslidze.

## Kariera reprezentacyjna
Tarvajärvi zagrał 16 razy w reprezentacji Finlandii U-21. W kadrze seniorskiej zadebiutował 12 marca 2005 roku w wygranym 1:0 towarzyskim meczu z Kuwejtem.